# Madison (rivier)
De Madison is een 295 kilometer lange rivier in de Amerikaanse deelstaten Wyoming en Montana. Bij haar samenvloeiing met de Jefferson en Gallatin nabij Three Forks (Montana) vormt ze de Missouri. De Jefferson vormt bij Three Forks de grootste tak. Men zou dus kunnen stellen dat de Madison een zijrivier is van de gecombineerde Jefferson-Missouri.

## Loop
De Madison ontstaat in Teton County in het noordwesten van Wyoming bij de samenvloeiing van de Firehole en Gibbon. Deze plaats is gekend als Madison Junction en ligt in Yellowstone National Park. De rivier stroomt hier naar het westen. Na ongeveer 20 kilometer stroomt de rivier Montana binnen. Nog eens zo'n 10 kilometer verlaat de rivier Yellowstone National Park en stroomt ze in de buurt van West Yellowstone en Yellowstone Airport.  Nadat de rivier twee meren passeert, draait deze naar het noorden om in een brede vallei langs de bergen van zuidwestelijke Montana te stromen naar Three Forks, waar ze zich bij de Jefferson en Gallatin voegt om de Missouri te vormen. Het Missouri River Headwaters State Park ligt langs de Madison in Three Forks.
In de bovenloop van de Madison, in Gallatin County, werd de Hebgen-stuwdam gebouwd op de Madison, waardoor het Hebgen Lake ontstond. Door een aardbeving in 1959 bij het Hebgen Lake ontstond er net ten stroomafwaarts van de Hebgen-stuwdam een meer: "Earthquake Lake". In de middenloop van de Madison, in Madison County, staat er bij de Madisondam (met het Ennismeer) een waterkrachtcentrale.  Stroomafwaarts van Ennis stroomt de Madison door de Bear Trap Canyon, gekend voor zijn wildwater van klasse IV-V. De Bear Trap Canyon ligt in de beschermde "Lee Metcalf"-wildernis.

## Omgeving
De Madison stroomt door Amerikaanse Rocky Mountains. De brede noord-zuid gerichte vallei van de Madison tussen vormt de westelijke grens van de groep bergketens van het ruimere Yellowstone-gebied, waarvan de Madison Range een deel vormt. Deze Madison Range ligt direct en noorden van de bovenloop en ten oosten van de midden- en benedenloop van de Madison. Ten westen van de noord-zuid gerichte middenloop ligt onder meer de Gravelly Range en de Tobacco Root Mountains (ten noordwesten van het Ennismeer).

## Naam
De rivier kreeg zijn naam in juli 1805 bij zijn (Europese) ontdekking door Meriwether Lewis tijdens de expeditie van Lewis en Clark. De expeditie had de Missouri de gehele tijd gevolgd en bij Three Forks noemde hij een van de takken naar toenmalige staatssecretaris James Madison. De westelijke tak, de grootste, werd genoemd naar toenmalig president Jefferson. De oostelijke tak werd genoemd naar schatkistbewaarder Albert Gallatin.